# Europa Passage
Europa Passage er et indkøbscenter i det centrale Hamborg. Centrets butikker er fordelt på fem etager og hele byggeriet er på 16 etager med parkeringskældre og kontoretager.

## Galleri
53°33′5″N 9°59′45″Ø / 53.55139°N 9.99583°Ø